# 238. strelska divizija (ZSSR)
238. strelska divizija (izvirno rusko 238. стрелковая дивизия; kratica 238. SD) je bila strelska divizija Rdeče armade v času druge svetovne vojne.

## Zgodovina
Divizija je bila ustanovljena junija 1941 v Kazahstanu (Turkestansko vojaško okrožje) iz Poljakov in Sovjetov poljskega rodu. Maja 1942 je bila preoblikovana v 30. gardno strelsko divizijo. Ponovno je bila ustanovljena junija 1942 v Arzamasu.